# Fly for Fun
Fly for Fun (abgekürzt Flyff) ist ein Massen-Mehrspieler-Online-Rollenspiel, das von dem südkoreanischen Unternehmen Gala Lab (ehemals Aeonsoft) entwickelt und seit 2004 zunächst nur in Korea, inzwischen weltweit angeboten wird. Das koreanische Ministerium für Kultur zeichnete Flyff im Juni 2004 als bestes Onlinespiel aus.
Fly for Fun zeichnet sich unter anderem durch seine „comicartige Grafik“ aus. Im asiatischen Raum ist Flyff sehr populär und auch im Westen ist das Installationspaket für das Spiel einer der beliebtesten Spiel-Downloads.
Ein wesentliches Spielelement, das in Flyff bei einem MMORPG erstmals implementiert wurde, sind diverse Fluggeräte wie Besen oder Flug-Surfboards, die Spieler ab Stufe 20 erwerben und nutzen können. Diese ermöglichen eine schnellere und sichere Bewegung durch die Spielwelt.
Die Spiel-Software (der sog. Client) und die Verbindung mit dem Spiel-Server, auf dem die persistente Spielwelt vorgehalten wird, ist kostenlos (Free-to-play). Der Spielanbieter generiert Umsätze durch den (online abgewickelten) Verkauf von sog. Items (Cash Shop), die ein Spieler für seine Spielfigur kaufen kann. Dabei lassen sich die Kaufgegenstände grob unterscheiden in einerseits solche rein ästhetischer Art, etwa Kleidung und Schmuck für die Spielfigur. Diese Art der Umsatzgenerierung durch Individualisierung findet sich z. B. auch in Second Life. Andere Kaufgegenstände wie Zaubertränke beeinflussen die Attribute der Spielfigur und bieten, etwa durch höhere Kampfkraft, einen taktischen Vorteil im Spiel.

## Vermarktung
Die Lizenz für die Vermarktung in Nordamerika, Australien, Europa besitzt das US-Unternehmen Gala-Net, Inc., San Jose (Kalifornien). Dabei verwendet Gala-Net die Marke Bora (Way2Bit), unter der neben Flyff weitere Onlinespiele (derzeit Rappelz, Astellia und weitere) angeboten werden.
Die Lizenznehmer für die weiteren Regionen sind :
- Südkorea: Wird vom Entwickler Aeonsoft selbst vermarktet, Beta Januar 2004, Spielstart August 2004
- Japan: Excite Japan, die Aktien werden mehrheitlich vom japanischen Handelskonzern Itochu gehalten. Beta August 2004, Spielstart Juli 2005
- Taiwan: OMG, Spielstart Januar 2005
- Thailand: Ini3, Spielstart Februar 2005
- Philippinen: Playpark (ASIASOFT) Beta November 2005, Spielstart ?.
- China: NetEase (www.163.com), Peking, Nasdaq-notiert (Symbol NTES), einer der größten Anbieter für Online-Unterhaltung in China[7]. Lizenz erworben 2004, Beta ab Dezember 2004[2], Spielstart angekündigt für das 4. Quartal 2006. Andere Spiele: Westward Journey
- Europa, Nordamerika: Bora (Way2Bit) Spielstart 2006

## Klassen
Die Klassen in Flyff werden „Jobs“ genannt. Jeder Spieler beginnt mit der Klasse „Vagrant“. Mit Erreichen des 15. Levels kann bzw. muss er, da er keine Erfahrungspunkte mehr erhält, durch Annahme eines Quests zu einer anderen Klasse wie z. B. dem „Magician“ (Magier) wechseln. Ab Level 60 kann er wieder durch einen Quest eine von zwei Unterklassen seines „Jobs“ wählen (im Fall des Magician wäre das entweder der „Psykeeper“ oder der „Elementor“):
- Vagrant  (erste Klasse des Spiels, Nahkampf)
  - Mercenary  (Nahkampfklasse)
    - Knight (hat eine hohe Verteidigung und benutzt ein- oder zweihändige Waffen)
      - Templar (Neue v16 Klasse nach dem Knight)

    - Blade (schnell und sehr stark, benutzt zwei Waffen, aber niedrige Verteidigung)
      - Slayer (Neue v16 Klasse nach dem Blade)

  - Magician (Mage) (Magierklasse)
    - Psykeeper (schwächt Gegner, z. B. durch Lähmungzauber gefolgt von Fernangriffen)
      - Mentalist (Neue v16 Klasse nach dem Psykeeper)

    - Elementor (greift mit verschiedenen Elementzaubern an)
      - Arcanist (Neue v16 Klasse nach dem Elementor)

  - Assist  (Nahkampf- und Unterstützerklasse)
    - Billposter (greift einen oder mehrere Gegner mit dem sogenannten „Knuckle“ an)
      - Force Master (Neue v16 Klasse nach dem Billposter)

    - Ringmaster (unterstützt andere Spieler durch Buffs (Stärkungszauber) und heilt sie)
      - Seraph (Neue v16 Klasse nach dem Ringmaster)

  - Acrobat  (Fernkämpferklasse)
    - Jester (benutzt Jo-Jos zum Angriff bzw. der Bowjester benutzt den Bogen)
      - Harlequin (Neue v16 Klasse nach dem Jester)

    - Ranger (greift mehrere Gegner mit Hilfe eines Bogens an)
      - Crackshooter (Neue v16 Klasse nach dem Ranger)

Die Waffenbenutzung kann allerdings innerhalb bestimmter Grenzen variieren. Knights können beispielsweise ebenso mit Schild und einhändigen Waffen kämpfen, während Ringmaster auch „Knuckles“ benutzen können. Eine beliebte Kombination ist auch der Bowjester, da in dieser Kombination die relativ hohe Chance auf einen kritischen Treffer des Jesters durch den im Vergleich zum Yo-Yo stärkeren Bogen ausgenutzt wird.

## Level-, Stat- und Skillsystem
Das Erfahrungspunktesystem in Fly for Fun entspricht den von vielen anderen MMORPGs bekannten Standards. Das heißt, dass der Charakter für das Besiegen eines Monsters, abhängig vom Level des Monsters und des eigenen Charakters, Erfahrungspunkte bekommt. Wenn der Charakter eine bestimmte Menge an Erfahrungspunkten gesammelt hat, erreicht er das nächste Level. Die Anzahl der benötigten Punkte steigt von Level zu Level an.
Die Charaktere besitzen drei Statuswerte, die für den Kampf entscheidend sind:
| Kürzel | Eigenschaft                                             | Beschreibung |
| ------ | ------------------------------------------------------- | --- |
| HP     | (Health Points - Lebenspunkte)                          | Sinken bei jedem Treffer eines Gegners und können mit Nahrung oder speziellen Pillen sowie durch Warten außerhalb eines Kampfes wieder aufgefrischt werden. Fallen sie auf null, stirbt der Spieler und wird entweder an dem sog. „Loadlight“ wiederbelebt, benutzt eine Schutzrolle und wird an Ort und Stelle ohne Erfahrungsverlust wiederbelebt oder eine Assist-Klasse wendet den Skill „Ressurection“ an, was auch zu einer Wiederbelebung führt. |
| MP     | (Mana Points (Magic Points) - Manapunkte (Magiepunkte)) | Dienen als Ressourcen für Zauber. Sie lassen sich mit sogenannten Refreshern oder durch Warten erneuern. Sie werden bei magischen Angriffen in unterschiedlich großen Mengen verbraucht. Die Menge der max. Mps erhöht sich mit Int oder durch entsprechende Boni. |
| FP     | (Fight Points - Kampfpunkte)                            | Werden von allen Fertigkeiten(Skills) benötigt, die nicht als Zauber gelten. Sie lassen sich mit sogenannten VitalDrinks oder durch Warten erneuern. Ihr maximaler Wert steigt mit der Sta oder mit entsprechenden Boni. |

Durch das Erreichen eines neuen Levels erhält der Charakter des Spielers zwei (später auch drei) sog. „Stat-Punkte“, mit denen er seine Attribute verbessern kann. In Flyff gibt es vier Attribute:
| Kürzel | Attribut     | Beschreibung |
| ------ | ------------ | --- |
| STR    | Strength     | Stärke, beeinflusst den Standardschaden des Charakters (außer durch Zauberstäbe). |
| STA    | Stamina      | Ausdauer, beeinflusst die max. Kampfpunkte, Lebenspunkte und deren Wiederherstellungsrate sowie den Verteidigungswert (Def) und die HP-Regeneration (HP-Reg.) des Charakters.               |
| DEX    | Dexterity    | Geschicklichkeit, beeinflusst die Ausweichrate, Angriffs-Geschwindigkeit, Treffsicherheit und Chance auf einen kritischen Treffer des Spielers. Außerdem erhöht sie den Schaden des Bogens. |
| INT    | Intelligence | Intelligenz, erhöht die max. Mana, die Stärke und Abwehr von Zaubersprüchen und die Dauer der Unterstützungszauber („Buffs“).                                                               |

Jede Klasse baut auf anderen Attributen auf. So brauchen z. B. Mercenaries einen hohen Stärkewert und Magicians eine hohe Intelligenz. Falsches „Statten“ beeinflusst erheblich die Kampfstärke des Charakters. Hat man sich doch einmal „verstattet“, hat man die Möglichkeit, ein „Restat“ im Cash Shop gegen echtes Geld zu kaufen. Dadurch werden alle Stats auf den Grundwert 15 zurückgesetzt, sodass die bereits erhaltenen Stat-Punkte neu verteilt werden können. Dennoch ist diese nützliche Rolle auch gegen die Spielwährung Penya von anderen Spielern zu erhalten.
Jede Klasse besitzt zudem noch sogenannte „Skills“, spezielle Fähigkeiten, die im Kampf eingesetzt werden können. Jede Klasse bekommt, wenn sie ein neues Level erreicht hat, unterschiedlich viele Skillpunkte. Diese Punkte kann man auf Zauber oder besonders starke Attacken verteilen. Die Auswahl und der richtige Einsatz von Skills beeinflussen Kämpfe erheblich. Wenn man seinen ersten Job wechselt, bekommt man eine „Reskill“-Rolle geschenkt. Beim Benutzen dieser werden alle bisher vergebenen Skillpunkte wieder gelöscht und einem wieder gutgeschrieben, so kann man sie wieder neu verteilen.

## Fliegen
Ab dem 20. Level kann der Charakter Fluggeräte mit unterschiedlichen Eigenschaften nutzen. Der Vorteil für den Spieler liegt in einer wesentlich gesteigerten Bewegungsgeschwindigkeit (bis zu 286 km/h). Außerdem kann der Spieler dann einfacher auf andere Inseln gelangen. Zu den Fluggeräten gehören „Brooms“ (Besen) und „Boards“ (Eine Mischung aus Skate- und Surfboard). Diese sind für jeden zugänglich bei Händlern im Spiel zu kaufen. Besonders schnelle oder originelle Fluggeräte sind im Cash Shop (gegen echtes Geld) oder durch besondere Ereignisse („Events“) zu bekommen.
In der Luft kann auch gegen fliegende Monster gekämpft werden, dies geschieht durch mehrfaches Klicken auf einen Gegner. Dabei können allerdings keine Fähigkeiten verwendet werden. Durch einen Sieg gegen ein fliegendes Monster erhält der Spieler Flugerfahrungspunkte, die das Fluglevel steigern. Ein gesteigertes Fluglevel hat allerdings wesentlich geringere Auswirkungen als ein gesteigertes Spielerlevel. Lediglich der Schaden, den man Monstern in der Luft zufügt wird minimal erhöht. Die Fluggeschwindigkeit und die Geschwindigkeit beim Aufsteigen auf das Fluggerät wird nicht erhöht, obwohl sich dieses Gerücht sehr hartnäckig hält.

### Fluggeräte
Es gibt verschiedene Fluggeräte, zwischen denen der Spieler wählen kann. Es stehen dem Spieler entweder 4 Arten von Besen oder Boards zur Verfügung, die sich im Preis, dem Aussehen und der Fluggeschwindigkeit unterscheiden.
Es gibt aber auch sogenannte Cash-Shop-Fluggeräte wie beispielsweise ein Hoverbike, die eine höhere Geschwindigkeit als die übrigen besitzen. Dank des „New Generation Upgrade“ gibt es im Cash-Shop nun auch Flügel. Es gibt sie in verschiedenen Farben, Größen und Mustern.
Die Art des Fluggerätes hat nichts mit dem Fluglevel zu tun, d. h. man kann mit Fluglevel 1 auch das schnellste Board oder den schnellsten Besen haben. Mittlerweile wurde das Fluglevel allerdings abgeschafft.

## Spielwelt
Die Welt von Flyff besteht aus mehreren Inseln, die mittels Flug oder Blinkwing erreichbar sind. Jede Insel verfügt über einen Dungeon, in dem besonders starke Gegner sind.

## Angebotene Gegenstände und Kaufabwicklung
Es gibt sogenannte „CS-Pets“, die die Spielfigur begleiten oder im Inventar gelagert werden. Pets haben das Aussehen von starken Monstern bei wesentlich verringerter Körpergröße oder anderen Wesen (z. B. Hunden und Kobras). Diese Pets sammeln von selbst alle Gegenstände, die von besiegten Monstern fallen gelassen werden. Es gibt auch eine weitere Petart, die dem Spieler Statuspunkte geben (diese nennen sich dann „Buff-Pet“). Diese sind allerdings nicht im sogenannten Cashshop erhältlich, sondern müssen im Spiel selbst erzeugt werden.

## Upgrade-System
Im Spiel gibt es verschiedene Möglichkeiten, Gegenstände zu verbessern. Zu Verbesserung von Waffen und der Rüstung werden Oricalkums benötigt.
Waffen können auch mit Elementkarten verbessert werden. Beim Benutzen dieser Waffen richten sie bei bestimmten Gegnern mehr Schaden an, senken die Trefferchance oder senken den Schaden. Dies hängt von dem Element der Karten sowie dem Element der Monster ab.
Upgrades der Rüstung geben selten Boni auf den Verteidigungswert.
Eine andere Art seine Ausrüstung zu Upgraden ist das sogenannte Piercen.
Für das Piercen wird ein Moonstone, das Schutzitem „Scroll of GProtect“ aus dem Cash-Shop und eine Slotkarte benötigt. Die „Scroll of GProtect“ muss nicht unbedingt verwendet werden, sie gewährt nur eine 100%ige Sicherheit, das der Gegenstand beim piercen nicht zerstört wird, was bei teuren oder schon mehrmals verbesserten Waffen sinnvoll sein kann. Schmuck wird mit Moonstones effizienter gemacht.
Beim Upgraden mit Oricalkums, Moonstones und Elementkarten ist die Garantie bis auf +3 zwar nicht 100 %, aber die Waffen können auch bei einem Fehlschlag nicht zerstört werden. Ab dann wird die „Scroll of SProtect“ aus dem Cash-Shop benötigt. Nur beim Piercen benötigt man von Anfang an die o. g. „Scrolls“.

## Pets
Ab Version 9 (Akt 1) hinterlassen Monster Eier, aus denen Pets schlüpfen. Damit ein Ei schlüpft, muss zuerst eine Quest bei einem Pet-Tamer (auf allen Inseln) angenommen werden. Danach kann man das Pet mithilfe von Pet-Food (Pet-Food kann bei einem Pet-Tamer aus Questitems hergestellt werden) füttern. Dadurch bekommt dieses Exp-Punkte, wodurch sie nach einiger Zeit im Level aufsteigen können. Es gibt insgesamt sieben verschiedene Pets. Im Gegensatz zu den im Cash-Shop kaufbaren Pets sammeln diese jedoch keine Gegenstände ein, sondern geben dem Spieler sogenannte „Statuspunkte“. Diese sind Stärke (STR), Stamina (STA), Intelligenz (INT), Treffsicherheit bzw. Schnelligkeit (DEX), Verteidigung (DEF) oder mehr Lebenspunkte (HP) oder eine höhere Angriffsstärke (ATK). Seit Akt III ist es auch möglich die Pets zu „erwecken“ und ihnen so bis zu drei negative oder positive Eigenschaften hinzuzufügen.

## PvP (PK) System
PvP (Player vs Player)
Ab Version 12 (Akt 2) sind PvP-Kämpfe überall möglich. Dazu muss man einen Spieler zum Kampf herausfordern, dieser kann aber auch ablehnen. Siegt ein Spieler im Kampf erhält er Ruhmespunkte, die in bestimmten Abstufungen dem Spielernamen einen Kampftitel hinzufügen. Um Missbrauch zu verhindern, ist ein Kampf nur ab Spielerlevel 15 (nach dem 1. Jobwechsel) und nur mit bis zu 30 Level Unterschied der beiden Spieler möglich.
PVP(PK)-Arena
Ab Version 11 (Akt II) gibt es eine PVP-Arena. Dort kann jeder gegen jeden kämpfen, ohne bei einer Niederlage Erfahrungspunkte zu verlieren. Man erreicht sie über einen NPC, der in jeder Stadt steht. Da es nur eine Arena für alle Städte zusammen gibt, ist ein Besuch erst in einem hohen Level sinnvoll. Man kann die Arena erst nach dem ersten Jobwechsel, mit Level 15, betreten.
Diese Arena ist ein PK-Bereich, das heißt, beim Betreten des Ringes ist man ohne PVP-Anfragen angreifbar.
Guild Siege System
Es ist möglich, dass sich mehrere Gilden treffen, um gegeneinander im Kampf anzutreten. Dabei können alle Gildenmitglieder teilnehmen, dies ist jedoch nicht Pflicht. Ausgetragen werden die Kämpfe allerdings immer nur zwischen zwei Gildenmitgliedern. Sinn ist es hierbei, gezielt die besten Spieler der Gilde auszuwählen und sie gegeneinander antreten zu lassen. Für einen Sieg gegen ein gegnerisches Gildenmitglied bekommt der Gewinner zwei Punkte, für einen Sieg gegen einen sogenannten Defender drei Punkte und für einen Sieg gegen einen Gildenleiter vier Punkte. Am Ende des Krieges werden die Punkte aller Spieler einer Gilde zusammengezählt und der Gewinner wird dadurch gekennzeichnet, dass alle Gildenmitglieder eine Krone vor dem Gildennamen tragen. Der Spieler, der die meisten Punkte gemacht hat, bekommt eine Medaille vor seinem Namen. Diesen Spieler nennt man auch MvP.

## Collecting System
Seit v11 (Akt 2) kann man in Flaris, Saint Morning und Darkon sogenannte Collector-Felder vorfinden, die es dem Spieler ermöglichen, Rohstoffe aus der Erde zu extrahieren. Diese Rohstoffe können beim Collecting Manager (NPC) zu Items verarbeitet werden. Zum Extrahieren der Rohstoffe werden ein Collector (1.000.000 penya) und eine Batterie (70.000 penya) benötigt, die man beim NPC erwerben kann. Die Batterie enthält Energie für 1800 Sekunden Saugen, der Collector hält theoretisch ewig. Man kann ihn mit den sog. „Moonstones“ upgraden, wodurch er deutlich schneller saugt. So dauert das Saugen von einer Rohstoffeinheit mit einem unbehandelten Collector zum Beispiel ganze 105 Sekunden (also 1 min 45 s), wenn er auf Stufe 5 gebracht wurde, allerdings nur noch 30 Sekunden, also 3,5 mal schneller. Außerdem werden im Cash Shop Silber- und Goldbatterien angeboten, mit denen man länger „saugen“ kann (10 bzw. 20 Tage am Stück).

## Akt III - Kampf um Madrigal
Am 17. September 2008 wurde Akt III - Kampf um Madrigal angekündigt, welches am 14. Oktober 2008 erschienen ist. Das Spiel wurde dabei unter anderem wie im Folgenden beschrieben erweitert. Es gibt laut offizieller Quelle keine neue Klasse. Eine vollständige Liste aller Änderungen ist in den Patch Notes für Akt 3 - Kampf um Madrigal nachlesbar.
Der verlassene Turm
Im sechs-stöckigen Turm kommen Monster im Levelbereich 60 bis 120 vor. Einmal pro Woche können je acht Gilden am Kampf um den Turm teilnehmen, die Gewinner erhalten das Recht, bis zum nächsten Kampf über Madrigal zu herrschen. Sie können beispielsweise Steuern erheben oder Gebühren senken.
Das Lordsystem
Spieler ab Level 60 können einen Herrscher, den Lord, wählen. Dieser muss bereits Master oder Hero sein und seine Amtsperiode beträgt mindestens zwei Wochen. Ihm stehen neue Ausrüstungsgegenstände und Fähigkeiten zur Verfügung, welche er zu seinem eigenen Vorteil oder zum Vorteil der Gemeinschaft verwenden kann.
Der Fluch der Hexe
Die Hexe Rangda (Level 70, 85, 100 oder 115) taucht an unterschiedlichsten Orten Darkons auf. Wenn sie erscheint können die stärksten Spieler zusammen diese Hexe besiegen.

## Server
Im deutschen Flyff, auch „dFlyff“ oder „Offi“ (für offiziell) genannt, gibt es insgesamt 2 Server, welche nach einer Waffenart im Spiel benannt wurde sowie nach einem Rüstungsset namens Dryad
1. Server Yggdrasil Channel 4 PK
2. Dryad

Es gibt sogenannte Privat-Server (P-Server), welche von Privatpersonen betrieben werden und in etwa so bespielt werden können wie die offiziellen Server, mit dem Unterschied, dass es auf diesen nützliche Boni wie beispielsweise eine erhöhte Erfahrungsrate gibt. Meist haben die Besitzer der P-Server auch extra Gegenstände oder spezielle Orte hinzugefügt, wodurch sich der P-Server vom Original, aber auch von anderen Konkurrenten unterscheidet. Diese Server sind jedoch illegal, da Gala-Net die Rechte auf Spielidee und Umsetzung hat.